# Mistrzostwa Świata w Piłce Nożnej 2006 (eliminacje strefy CONMEBOL) – wyniki spotkań
W eliminacjach do Mistrzostw Świata 2006 w strefie CONMEBOL 10 reprezentacji znalazło się w jednej grupie. Wszystkie zespoły grały ze sobą systemem ligowym (mecz i rewanż z każdą drużyną). Cztery drużyny uzyskały automatyczny awans, a piąta zagrała dwumecz z Australią (zwycięzcą strefy Oceanii), który wyłonił kolejnego finalistę.

## Tabela
| Reprezentacja | Pkt | M  | Z  | R | P  | Br+ | Br- | +/- |
| ------------- | --- | -- | -- | - | -- | --- | --- | --- |
| Brazylia      | 34  | 18 | 9  | 7 | 2  | 35  | 17  | 18  |
| Argentyna     | 34  | 18 | 10 | 4 | 4  | 29  | 17  | 12  |
| Ekwador       | 28  | 18 | 8  | 4 | 6  | 23  | 19  | 4   |
| Paragwaj      | 28  | 18 | 8  | 4 | 6  | 23  | 23  | 0   |
| Urugwaj       | 25  | 18 | 6  | 7 | 5  | 23  | 28  | -5  |
| Kolumbia      | 24  | 18 | 6  | 6 | 6  | 24  | 16  | 8   |
| Chile         | 22  | 18 | 5  | 7 | 6  | 18  | 22  | -4  |
| Wenezuela     | 18  | 18 | 5  | 3 | 10 | 20  | 28  | -8  |
| Peru          | 18  | 18 | 4  | 6 | 8  | 20  | 28  | -8  |
| Boliwia       | 14  | 18 | 4  | 2 | 12 | 20  | 37  | -17 |

|           | Argentyna | Boliwia | Brazylia | Chile | Ekwador | Kolumbia | Paragwaj | Peru | Urugwaj | Wenezuela |
| --------- | --------- | ------- | -------- | ----- | ------- | -------- | -------- | ---- | ------- | --------- |
| Argentyna | –         | 3:0     | 3:1      | 2:2   | 1:0     | 1:0      | 0:0      | 2:0  | 4:2     | 3:2       |
| Boliwia   | 1:2       | –       | 1:1      | 0:2   | 1:2     | 4:0      | 2:1      | 1:0  | 0:0     | 3:1       |
| Brazylia  | 3:1       | 3:1     | –        | 5:0   | 1:0     | 0:0      | 4:1      | 1:0  | 3:3     | 3:0       |
| Chile     | 0:0       | 3:1     | 1:1      | –     | 0:0     | 0:0      | 0:1      | 2:1  | 1:1     | 2:1       |
| Ekwador   | 2:0       | 3:2     | 1:0      | 2:0   | –       | 2:1      | 5:2      | 0:0  | 0:0     | 2:0       |
| Kolumbia  | 1:1       | 1:0     | 1:2      | 1:1   | 3:0     | –        | 1:1      | 5:0  | 5:0     | 0:1       |
| Paragwaj  | 1:0       | 4:1     | 0:0      | 2:1   | 2:1     | 0:1      | –        | 1:1  | 4:1     | 1:0       |
| Peru      | 1:3       | 4:1     | 1:1      | 2:1   | 2:2     | 0:2      | 4:1      | –    | 0:0     | 0:0       |
| Urugwaj   | 1:0       | 5:0     | 1:1      | 2:1   | 1:0     | 3:2      | 1:0      | 1:3  | –       | 0:3       |
| Wenezuela | 0:3       | 2:1     | 2:5      | 0:1   | 3:1     | 0:0      | 0:1      | 4:1  | 1:1     | –         |

## Wyniki

### 1. kolejka
| 6 września 2003 16:00 | Argentyna · Kily González 32' · Pablo Aimar 36' | 2:2(2:0)raport | Chile · Milovan Mirosevic 60' · Reinaldo Navia 77' | Estadio Monumental, Buenos Aires Widzów: 35 372 Sędzia: Ubaldo Aquino (Paragwaj) |
|                       |                                                 |                |                                                    |                                                                                  |

| 6 września 2003 16:00 | Ekwador · Giovanny Espinoza 5' · Carlos Tenorio 72' | 2:0(1:0)raport | Wenezuela | Estadio Olímpico Atahualpa, Quito Widzów: 14 997 Sędzia: Rubén Selman (Chile) |
|                       |                                                     |                |           |                                                                               |

| 6 września 2003 20:20 | Peru · Nolberto Solano 34' · Andrés Mendoza 42' · Jorge Soto 83' · Jefferson Farfán 90' | 4:1(2:1)raport | Paragwaj · Carlos Gamarra 24' | Estadio Nacional, Lima Widzów: 42 557 Sędzia: Héctor Baldassi (Argentyna) |
|                       |                                                                                         |                |                               |                                                                           |

| 7 września 2003 16:00 | Urugwaj · Diego Forlán 17' · Ernesto Chevantón 40' · Ernesto Chevantón 61' · Nelson Abeijón 83' · Carlos Bueno 88' | 5:0(2:0)raport | Boliwia | Estadio Centenario, Montevideo Widzów: 39 253 Sędzia: Gilberto Hidalgo (Peru) |
|                       | |                |         |                                                                               |

| 7 września 2003 16:15 | Kolumbia · Juan Pablo Ángel 38' | 1:2(1:1)raport | Brazylia · Ronaldo 22' · Kaká 61' | Estadio Metropolitano Roberto Meléndez, Barranquilla Widzów: 47 600 Sędzia: Horacio Elizondo (Argentyna) |
|                       |                                 |                |                                   | |

### 2. kolejka
| 9 września 2003 19:00 | Wenezuela | 0:3(0:3)raport | Argentyna · Pablo Aimar 7' · Hernán Crespo 25' · César Delgado 32' | Estadio Olímpico, Caracas Widzów: 24 783 Sędzia: Martín Vázquez (Urugwaj) |
|                       |           |                |                                                                    |                                                                           |

| 9 września 2003 21:10 | Chile · Mauricio Pinilla 35' · Arturo Norambuena 70' | 2:1(1:0)raport | Peru · Andrés Mendoza 57' | Estadio Nacional de Chile, Santiago Widzów: 54 303 Sędzia: Daniel Giménez (Argentyna) |
|                       |                                                      |                |                           |                                                                                       |

| 10 września 2003 16:00 | Boliwia · Julio Baldivieso 11' (k.) · Joaquín Botero 27' · Joaquín Botero 49' · Joaquín Botero 59' | 4:0(2:0)raport | Kolumbia | Estadio Hernando Siles, La Paz Widzów: 23 200 Sędzia: Paulo De Oliveira (Brazylia) |
|                        | |                |          |                                                                                    |

| 10 września 2003 19:00 | Paragwaj · José Cardozo 26' · Carlos Paredes 53' · José Cardozo 58' · José Cardozo 72' | 4:1(1:1)raport | Urugwaj · Ernesto Chevantón 24' | Estadio Defensores del Chaco, Asunción Widzów: 15 000 Sędzia: Óscar Ruiz (Kolumbia) |
|                        |                                                                                        |                |                                 |                                                                                     |

| 10 września 2003 20:45 | Brazylia · Ronaldinho 13' | 1:0(1:0)raport | Ekwador | Estádio Vivaldo Lima, Manaus Widzów: 36 601 Sędzia: Luis Solórzano (Wenezuela) |
|                        |                           |                |         |                                                                                |

### 3. kolejka
| 15 listopada 2003 15:00 | Urugwaj · Ernesto Chevantón 31' · Adrian Romero 49' | 2:1(1:1)raport | Chile · Rodrigo Meléndez 21' | Estadio Centenario, Montevideo Widzów: 60 000 Sędzia: Claudio Martin (Argentyna) |
|                         |                                                     |                |                              |                                                                                  |

| 15 listopada 2003 16:00 | Kolumbia | 0:1(0:1)raport | Wenezuela · Juan Arango 9' | Estadio Metropolitano Roberto Meléndez, Barranquilla Widzów: 20 000 Sędzia: Carlos Chandía (Chile) |
|                         |          |                |                            | |

| 15 listopada 2003 19:20 | Paragwaj · Roque Santa Cruz 29' · José Cardozo 75' | 2:1(1:0)raport | Ekwador · Edison Méndez 58' | Estadio Defensores del Chaco, Asunción Widzów: 12 000 Sędzia: Juan Paniagua (Boliwia) |
|                         |                                                    |                |                             |                                                                                       |

| 15 listopada 2003 21:30 | Argentyna · Andrés D’Alessandro 56' · Hernán Crespo 61' · Pablo Aimar 63' | 3:0(0:0)raport | Boliwia | Estadio Monumental, Buenos Aires Widzów: 30 042 Sędzia: Gilberto Hidalgo (Peru) |
|                         |                                                                           |                |         |                                                                                 |

| 16 listopada 2003 16:00 | Peru · Nolberto Solano 50' | 1:1(0:1)raport | Brazylia · Rivaldo 20' | Estadio Monumental, Lima Widzów: 70 000 Sędzia: Óscar Ruiz (Kolumbia) |
|                         |                            |                |                        |                                                                       |

### 4. kolejka
| 18 listopada 2003 19:00 | Wenezuela · José Manuel Rey 90' · Juan Arango 90+2' | 2:1(0:0)raport | Boliwia · Joaquín Botero 60' | Estadio José Pachencho Romero, Maracaibo Widzów: 30 000 Sędzia: Mauricio Reinoso (Ekwador) |
|                         |                                                     |                |                              |                                                                                            |

| 18 listopada 2003 22:05 | Chile | 0:1(0:1)raport | Paragwaj · Carlos Paredes 30' | Estadio Nacional de Chile, Santiago Widzów: 61 923 Sędzia: Gustavo Méndez (Urugwaj) |
|                         |       |                |                               |                                                                                     |

| 19 listopada 2003 17:00 | Ekwador | 0:0raport | Peru | Estadio Olímpico Atahualpa, Quito Widzów: 34 361 Sędzia: Epifanio Gonzalez Chavez (Paragwaj) |
|                         |         |           |      |                                                                                              |

| 19 listopada 2003 21:00 | Kolumbia · Juan Pablo Ángel 47' | 1:1(0:1)raport | Argentyna · Hernán Crespo 27' | Estadio Metropolitano Roberto Meléndez, Barranquilla Widzów: 19 034 Sędzia: Carlos Eugênio Simon (Brazylia) |
|                         |                                 |                |                               | |

| 19 listopada 2003 21:50 | Brazylia · Kaká 20' · Ronaldo 28' · Ronaldo 87' | 3:3(2:0)raport | Urugwaj · Diego Forlán 57' · Diego Forlán 76' · Gilberto Silva 78' (sam.) | Centro Poliesportivo Pinheiro, Kurytyba Widzów: 28 000 Sędzia: Horacio Elizondo (Argentyna) |
|                         |                                                 |                |                                                                           |                                                                                             |

### 5. kolejka
| 30 marca 2004 16:00 | Boliwia | 0:2(0:1)raport | Chile · Moisés Villarroel 37' · Mark González 59' | Estadio Hernando Siles, La Paz Widzów: 40 000 Sędzia: Martin Claudio (Argentyna) |
|                     |         |                |                                                   |                                                                                  |

| 30 marca 2004 20:30 | Argentyna · Hernán Crespo 60' | 1:0(0:0)raport | Ekwador | Estadio Monumental, Buenos Aires Widzów: 55 000 Sędzia: Martín Vázquez (Urugwaj) |
|                     |                               |                |         |                                                                                  |

| 31 marca 2004 19:40 | Urugwaj | 0:3(0:1)raport | Wenezuela · Gabriel Urdañeta 19' · Héctor Gonzalez 67' · Juan Arango 77' | Estadio Centenario, Montevideo Widzów: 40 094 Sędzia: René Ortubé (Boliwia) |
|                     |         |                |                                                                          |                                                                             |

| 31 marca 2004 21:45 | Peru | 0:2(0:2)raport | Kolumbia · Freddy Grisales 30' · Frankie Oviedo 42' | Estadio Nacional, Lima Widzów: 29 325 Sędzia: Márcio Rezende (Brazylia) |
|                     |      |                |                                                     |                                                                         |

| 31 marca 2004 21:45 | Paragwaj | 0:0raport | Brazylia | Estadio Defensores del Chaco, Asunción Widzów: 40 000 Sędzia: Óscar Ruiz (Kolumbia) |
|                     |          |           |          |                                                                                     |

### 6. kolejka
| 1 czerwca 2004 16:00 | Boliwia · Luis Cristaldo 8' · Roger Suárez 72' | 2:1(1:1)raport | Paragwaj · José Cardozo 33' | Estadio Hernando Siles, La Paz Widzów: 23 013 Sędzia: Márcio Rezende (Brazylia) |
|                      |                                                |                |                             |                                                                                 |

| 1 czerwca 2004 19:00 | Wenezuela | 0:1(0:0)raport | Chile · Mauricio Pinilla 83' | Estadio Polideportivo de Pueblo Nuevo, San Cristóbal Widzów: 23 040 Sędzia: Carlos Torres (Paragwaj) |
|                      |           |                |                              | |

| 1 czerwca 2004 21:40 | Urugwaj · Diego Forlán 72' | 1:3(0:2)raport | Peru · Nolberto Solano 13' · Claudio Pizarro 18' · Jefferson Farfán 61' | Estadio Centenario, Montevideo Widzów: 30 000 Sędzia: Rubén Selman (Chile) |
|                      |                            |                |                                                                         |                                                                            |

| 2 czerwca 2004 16:00 | Ekwador · Agustín Delgado 3' · Franklin Salas 66' | 2:1(1:0)raport | Kolumbia · Frankie Oviedo 57' | Estadio Olímpico Atahualpa, Quito Widzów: 31 484 Sędzia: Héctor Baldassi (Argentyna) |
|                      |                                                   |                |                               |                                                                                      |

| 2 czerwca 2004 21:45 | Brazylia · Ronaldo 16' (k.) · Ronaldo 67' (k.) · Ronaldo 90+6' (k.) | 3:1(1:0)raport | Argentyna · Juan Sorín 79' | Estádio Mineirão, Belo Horizonte Widzów: 60 000 Sędzia: Óscar Ruiz (Kolumbia) |
|                      |                                                                     |                |                            |                                                                               |

### 7. kolejka
| 5 czerwca 2004 16:00 | Ekwador · Hérman Soliz 27' (sam.) · Agustín Delgado 32' · Ulises de la Cruz 38' | 3:2(3:0)raport | Boliwia · Limberg Gutiérrez 57' · José Castillo 74' | Estadio Olímpico Atahualpa, Quito Widzów: 30 020 Sędzia: Gustavo Brand (Wenezuela) |
|                      |                                                                                 |                |                                                     |                                                                                    |

| 6 czerwca 2004 15:00 | Peru | 0:0raport | Wenezuela | Estadio Nacional, Lima Widzów: 40 000 Sędzia: Jorge Larrionda (Urugwaj) |
|                      |      |           |           |                                                                         |

| 6 czerwca 2004 15:00 | Argentyna | 0:0raport | Paragwaj | Estadio Monumental, Buenos Aires Widzów: 37 000 Sędzia: Carlos Eugênio Simon (Brazylia) |
|                      |           |           |          |                                                                                         |

| 6 czerwca 2004 17:10 | Kolumbia · Victor Pacheco 17' · Tressor Moreno 20' · Victor Pacheco 31' · John Restrepo 81' · Sergio Herrera 86' | 5:0(3:0)raport | Urugwaj | Estadio Metropolitano Roberto Meléndez, Barranquilla Widzów: 7 000 Sędzia: Carlos Amarilla (Paragwaj) |
|                      | |                |         | |

| 6 czerwca 2004 21:30 | Chile · Reinaldo Navia 89' (k.) | 1:1(0:1)raport | Brazylia · Luís Fabiano 16' | Estadio Nacional de Chile, Santiago Widzów: 62 503 Sędzia: Horacio Elizondo (Argentyna) |
|                      |                                 |                |                             |                                                                                         |

### 8. kolejka
| 4 września 2004 19:00 | Peru · Jorge Soto 62' | 1:3(0:1)raport | Argentyna · Mauro Rosales 14' · Fabricio Coloccini 66' · Juan Sorín 90+2' | Estadio Monumental, Lima Widzów: 28 000 Sędzia: Carlos Eugênio Simon (Brazylia) |
|                       |                       |                |                                                                           |                                                                                 |

| 5 września 2004 15:15 | Urugwaj · Carlos Bueno 57' | 1:0(0:0)raport | Ekwador | Estadio Centenario, Montevideo Widzów: 28 000 Sędzia: Gilberto Hidalgo (Peru) |
|                       |                            |                |         |                                                                               |

| 5 września 2004 17:10 | Brazylia · Ronaldo 1' · Ronaldinho 12' (k.) · Adriano 44' | 3:1(3:0)raport | Boliwia · Luis Cristaldo 48' | Estádio do Morumbi, São Paulo Widzów: 60 000 Sędzia: Héctor Baldassi (Argentyna) |
|                       |                                                           |                |                              |                                                                                  |

| 5 września 2004 18:20 | Paragwaj · Carlos Gamarra 52' | 1:0(0:0)raport | Wenezuela | Estadio Defensores del Chaco, Asunción Widzów: 30 000 Sędzia: Gustavo Méndez (Urugwaj) |
|                       |                               |                |           |                                                                                        |

| 5 września 2004 21:00 | Chile | 0:0raport | Kolumbia | Estadio Nacional de Chile, Santiago Widzów: 62 523 Sędzia: Wilson de Souza (Brazylia) |
|                       |       |           |          |                                                                                       |

### 9. kolejka
| 9 października 2004 15:00 | Argentyna · Luis González 6' · Luciano Figueroa 32' · Javier Zanetti 44' · Luciano Figueroa 54' | 4:2(3:0)raport | Urugwaj · Cristian Rodríguez 63' · Ernesto Chevantón 86' (k.) | Estadio Monumental, Buenos Aires Widzów: 50 000 Sędzia: Wilson de Souza (Brazylia) |
|                           |                                                                                                 |                |                                                               |                                                                                    |

| 9 października 2004 16:00 | Boliwia · Joaquín Botero 56' | 1:0(0:0)raport | Peru | Estadio Hernando Siles, La Paz Widzów: 23 729 Sędzia: Mauricio Reinoso (Ekwador) |
|                           |                              |                |      |                                                                                  |

| 9 października 2004 17:10 | Kolumbia · Freddy Grisales 17' | 1:1(1:0)raport | Paragwaj · Diego Gavilán 77' | Estadio Metropolitano Roberto Meléndez, Barranquilla Widzów: 25 000 Sędzia: Horacio Elizondo (Argentyna) |
|                           |                                |                |                              | |

| 9 października 2004 21:00 | Wenezuela · Ruberth Morán 79' · Ruberth Morán 90' | 2:5(0:2)raport | Brazylia · Kaká 5' · Kaká 34' · Ronaldo 48' · Ronaldo 50' · Adriano 75' | Estadio José Pachencho Romero, Maracaibo Widzów: 26 133 Sędzia: Carlos Chandía (Chile) |
|                           |                                                   |                |                                                                         |                                                                                        |

| 10 października 2004 17:00 | Ekwador · Iván Kaviedes 49' · Edison Méndez 64' | 2:0(0:0)raport | Chile | Estadio Olímpico Atahualpa, Quito Widzów: 27 956 Sędzia: René Ortubé (Boliwia) |
|                            |                                                 |                |       |                                                                                |

### 10. kolejka
| 12 października 2004 16:00 | Boliwia | 0:0raport | Urugwaj | Estadio Hernando Siles, La Paz Widzów: 24 349 Sędzia: Márcio Rezende (Brazylia) |
|                            |         |           |         |                                                                                 |

| 13 października 2004 17:00 | Paragwaj · Carlos Paredes 13' | 1:1(1:0)raport | Peru · Nolberto Solano 74' | Estadio Defensores del Chaco, Asunción Widzów: 30 000 Sędzia: Óscar Ruiz (Kolumbia) |
|                            |                               |                |                            |                                                                                     |

| 13 października 2004 20:00 | Chile | 0:0raport | Argentyna | Estadio Nacional de Chile, Santiago Widzów: 57 671 Sędzia: Carlos Amarilla (Paragwaj) |
|                            |       |           |           |                                                                                       |

| 13 października 2004 21:50 | Brazylia | 0:0raport | Kolumbia | Estádio Rei Pelé, Maceió Widzów: 20 000 Sędzia: Jorge Larrionda (Urugwaj) |
|                            |          |           |          |                                                                           |

| 14 października 2004 19:00 | Wenezuela · Gabriel Urdañeta 20' (k.) · Ruberth Morán 72' · Ruberth Morán 80' | 3:1(1:1)raport | Ekwador · Marlon Ayoví 41' (k.) | Estadio Polideportivo de Pueblo Nuevo, San Cristóbal Widzów: 13 800 Sędzia: Eduardo Lecca (Peru) |
|                            |                                                                               |                |                                 |                                                                                                  |

### 11. kolejka
| 17 listopada 2004 16:00 | Ekwador · Edison Méndez 77' | 1:0(0:0)raport | Brazylia | Estadio Olímpico Atahualpa, Quito Widzów: 38 308 Sędzia: Óscar Ruiz (Kolumbia) |
|                         |                             |                |          |                                                                                |

| 17 listopada 2004 18:00 | Kolumbia · Mario Yepes 18' | 1:0(1:0)raport | Boliwia | Estadio Metropolitano Roberto Meléndez, Barranquilla Widzów: 25 000 Sędzia: Carlos Torres (Paragwaj) |
|                         |                            |                |         | |

| 17 listopada 2004 20:00 | Peru · Jefferson Farfán 56' · José Guerrero] 85' | 2:1(0:0)raport | Chile · Sebastián González 90+1' | Estadio Nacional, Lima Widzów: 39 752 Sędzia: Héctor Baldassi (Argentyna) |
|                         |                                                  |                |                                  |                                                                           |

| 17 listopada 2004 20:45 | Urugwaj · Paolo Montero 78' | 1:0(0:0)raport | Paragwaj | Estadio Centenario, Montevideo Widzów: 35 000 Sędzia: Carlos Eugênio Simon (Brazylia) |
|                         |                             |                |          |                                                                                       |

| 17 listopada 2004 21:45 | Argentyna · José Manuel Rey 3' (sam.) · Juan Riquelme 46' · Javier Saviola 65' | 3:2(2:1)raport | Wenezuela · Ruberth Morán 31' · Leonel Vielma 72' | Estadio Monumental, Buenos Aires Widzów: 30 000 Sędzia: Gilberto Hidalgo (Peru) |
|                         |                                                                                |                |                                                   |                                                                                 |

### 12. kolejka
| 26 marca 2005 16:00 | Boliwia · José Castillo 49' | 1:2(0:0)raport | Argentyna · Luciano Figueroa 57' · Luciano Galletti 63' | Estadio Hernando Siles, La Paz Widzów: 25 000 Sędzia: Jorge Larrionda (Urugwaj) |
|                     |                             |                |                                                         |                                                                                 |

| 26 marca 2005 19:00 | Wenezuela | 0:0raport | Kolumbia | Estadio José Pachencho Romero, Maracaibo Widzów: 18 000 Sędzia: Carlos Eugênio Simon (Brazylia) |
|                     |           |           |          |                                                                                                 |

| 26 marca 2005 22:00 | Chile · Milovan Mirosevic 47' | 1:1(0:1)raport | Urugwaj · Mario Regueiro 4' | Estadio Nacional de Chile, Santiago Widzów: 55 000 Sędzia: Óscar Ruiz (Kolumbia) |
|                     |                               |                |                             |                                                                                  |

| 27 marca 2005 16:00 | Brazylia · Kaká 74' | 1:0(0:0)raport | Peru | Estádio Serra Dourada, Goiânia Widzów: 49 163 Sędzia: Carlos Amarilla (Paragwaj) |
|                     |                     |                |      |                                                                                  |

| 27 marca 2005 16:10 | Ekwador · Luis Valencia 32' · Edison Méndez 45+2' · Edison Méndez 47' · Luis Valencia 49' · Marlon Ayoví 77' (k.) | 5:2(2:2)raport | Paragwaj · José Cardozo 10' (k.) · Salvador Cabañas 14' | Estadio Olímpico Atahualpa, Quito Widzów: 32 449 Sędzia: Gustavo Méndez (Urugwaj) |
|                     | |                |                                                         |                                                                                   |

### 13. kolejka
| 29 marca 2005 16:00 | Boliwia · Alejandro Cichero 2' (sam.) · José Castillo 25' · Joselito Vaca 84' | 3:1(2:0)raport | Wenezuela · Giancarlo Maldonado 71' | Estadio Hernando Siles, La Paz Widzów: 7 908 Sędzia: Eduardo Lecca (Peru) |
|                     |                                                                               |                |                                     |                                                                           |

| 30 marca 2005 19:00 | Paragwaj · Gustavo Morínigo 37' · José Cardozo 59' | 2:1(1:0)raport | Chile · Mauricio Pinilla 72' | Estadio Defensores del Chaco, Asunción Widzów: 10 000 Sędzia: Horacio Elizondo (Argentyna) |
|                     |                                                    |                |                              |                                                                                            |

| 30 marca 2005 20:00 | Argentyna · Hernán Crespo 65' | 1:0(0:0)raport | Kolumbia | Estadio Monumental, Buenos Aires Widzów: 40 000 Sędzia: Horacio Elizondo (Argentyna) |
|                     |                               |                |          |                                                                                      |

| 30 marca 2005 20:00 | Peru · José Guerrero 1' · Jefferson Farfán 58' | 2:2(1:2)raport | Ekwador · Ulises de la Cruz 4' · Luis Valencia 45' | Estadio Nacional, Lima Widzów: 40 000 Sędzia: Carlos Chandía (Chile) |
|                     |                                                |                |                                                    |                                                                      |

| 30 marca 2005 21:30 | Urugwaj · Diego Forlán 48' | 1:1(0:0)raport | Brazylia · Emerson 67' | Estadio Centenario, Montevideo Widzów: 60 000 Sędzia: Héctor Baldassi (Argentyna) |
|                     |                            |                |                        |                                                                                   |

### 14. kolejka
| 4 czerwca 2005 15:00 | Kolumbia · Luis Rey 29' · Elkin Soto 55' · Juan Pablo Ángel 58' · John Restrepo 75' · Edixon Perea 78' | 5:0(1:0)raport | Peru | Estadio Metropolitano Roberto Meléndez, Barranquilla Widzów: 15 000 Sędzia: Carlos Torres (Paragwaj) |
|                      | |                |      | |

| 4 czerwca 2005 16:00 | Ekwador · Christian Lara 53' · Agustín Delgado 89' | 2:0(0:0)raport | Argentyna | Estadio Olímpico Atahualpa, Quito Widzów: 37 583 Sędzia: Rubén Selman (Chile) |
|                      |                                                    |                |           |                                                                               |

| 4 czerwca 2005 19:00 | Wenezuela · Giancarlo Maldonado 74' | 1:1(0:1)raport | Urugwaj · Diego Forlán 2' | Estadio José Pachencho Romero, Maracaibo Widzów: 12 504 Sędzia: Gabriel Brazenas (Argentyna) |
|                      |                                     |                |                           |                                                                                              |

| 4 czerwca 2005 21:00 | Chile · Luis Fuentes 8' · Luis Fuentes 34' · Marcelo Salas 66' | 3:1(2:0)raport | Boliwia · José Castillo 83' (k.) | Estadio Nacional de Chile, Santiago Widzów: 46 729 Sędzia: Márcio Rezende (Brazylia) |
|                      |                                                                |                |                                  |                                                                                      |

| 5 czerwca 2005 16:00 | Brazylia · Ronaldinho 32' (k.) · Ronaldinho 41' (k.) · Zé Roberto 70' · Robinho 82' | 4:1(2:0)raport | Paragwaj · Roque Santa Cruz 72' | Estádio Beira-Rio, Porto Alegre Widzów: 45 000 Sędzia: Martín Vázquez (Urugwaj) |
|                      |                                                                                     |                |                                 |                                                                                 |

### 15. kolejka
| 7 czerwca 2005 20:00 | Peru | 0:0raport | Urugwaj | Estadio Nacional, Lima Widzów: 31 515 Sędzia: Héctor Baldassi (Argentyna) |
|                      |      |           |         |                                                                           |

| 8 czerwca 2005 15:00 | Kolumbia · Tressor Moreno 5' · Tressor Moreno 9' · Martín Arzuaga 70' | 3:0(2:0)raport | Ekwador | Estadio Metropolitano Roberto Meléndez, Barranquilla Widzów: 20 402 Sędzia: Carlos Eugênio Simon (Brazylia) |
|                      |                                                                       |                |         | |

| 8 czerwca 2005 19:00 | Chile · Luis Jiménez 31' · Luis Jiménez 60' | 2:1(1:0)raport | Wenezuela · Ruberth Morán 82' | Estadio Nacional de Chile, Santiago Widzów: 35 506 Sędzia: Carlos Torres (Paragwaj) |
|                      |                                             |                |                               |                                                                                     |

| 8 czerwca 2005 19:15 | Paragwaj · Carlos Gamarra 17' · Roque Santa Cruz 45+1' · Julio César Cáceres 54' · Jorge Núñez 68' | 4:1(2:1)raport | Boliwia · Gonzalo Galindo 30' | Estadio Defensores del Chaco, Asunción Widzów: 5 534 Sędzia: Gustavo Brand (Wenezuela) |
|                      | |                |                               |                                                                                        |

| 8 czerwca 2005 21:45 | Argentyna · Hernán Crespo 3' · Juan Riquelme 18' · Hernán Crespo 40' | 3:1(3:0)raport | Brazylia · Roberto Carlos 71' | Estadio Monumental, Buenos Aires Widzów: 49 497 Sędzia: Gustavo Méndez (Urugwaj) |
|                      |                                                                      |                |                               |                                                                                  |

### 16. kolejka
| 3 września 2005 15:00 | Boliwia · Doyle Vaca 41' | 1:2(1:1)raport | Ekwador · Agustín Delgado 8' · Agustín Delgado 49' | Estadio Hernando Siles, La Paz Widzów: 8 434 Sędzia: Héctor Baldassi (Argentyna) |
|                       |                          |                |                                                    |                                                                                  |

| 3 września 2005 17:00 | Paragwaj · Roque Santa Cruz 14' | 1:0(1:0)raport | Argentyna | Estadio Defensores del Chaco, Asunción Widzów: 32 000 Sędzia: Carlos Eugênio Simon (Brazylia) |
|                       |                                 |                |           |                                                                                               |

| 3 września 2005 19:00 | Wenezuela · Giancarlo Maldonado 17' · Juan Arango 68' · José Torrealba 73' · José Torrealba 79' | 4:1(1:0)raport | Peru · Jefferson Farfán 63' | Estadio José Pachencho Romero, Maracaibo Widzów: 6 000 Sędzia: Márcio Rezende (Brazylia) |
|                       |                                                                                                 |                |                             |                                                                                          |

| 4 września 2005 16:00 | Brazylia · Juan 11' · Robinho 21' · Adriano 27' · Adriano 29' · Adriano 90+2' | 5:0(4:0)raport | Chile | Estádio Mané Garrincha, Brasília Widzów: 39 000 Sędzia: Carlos Amarilla (Paragwaj) |
|                       |                                                                               |                |       |                                                                                    |

| 4 września 2005 18:20 | Urugwaj · Marcelo Zalayeta 42' · Marcelo Zalayeta 51' · Marcelo Zalayeta 86' | 3:2(1:0)raport | Kolumbia · Elkin Soto 79' · Juan Pablo Ángel 82' | Estadio Centenario, Montevideo Widzów: 60 000 Sędzia: Horacio Elizondo (Argentyna) |
|                       |                                                                              |                |                                                  |                                                                                    |

### 17. kolejka
| 8 października 2005 16:00 | Ekwador | 0:0raport | Urugwaj | Estadio Olímpico Atahualpa, Quito Widzów: 37 270 Sędzia: Márcio Rezende (Brazylia) |
|                           |         |           |         |                                                                                    |

| 8 października 2005 16:00 | Kolumbia · Luis Rey 24' | 1:1(1:0)raport | Chile · Francisco Rojas 64' | Estadio Metropolitano Roberto Meléndez, Barranquilla Widzów: 22 380 Sędzia: Wilson de Souza (Brazylia) |
|                           |                         |                |                             | |

| 8 października 2005 17:00 | Wenezuela | 0:1(0:0)raport | Paragwaj · Nelson Valdez 64' | Estadio José Pachencho Romero, Maracaibo Widzów: 13 272 Sędzia: Horacio Elizondo (Argentyna) |
|                           |           |                |                              |                                                                                              |

| 9 października 2005 16:00 | Boliwia · José Castillo 49' | 1:1(0:1)raport | Brazylia · Juninho Pernambucano 25' | Estadio Hernando Siles, La Paz Widzów: 22 725 Sędzia: Jorge Larrionda (Urugwaj) |
|                           |                             |                |                                     |                                                                                 |

| 9 października 2005 19:10 | Argentyna · Juan Riquelme 81' (k.) · Luis Guadalupe 90' (sam.) | 2:0(0:0)raport | Peru | Estadio Monumental, Buenos Aires Widzów: 36 977 Sędzia: Carlos Torres (Paragwaj) |
|                           |                                                                |                |      |                                                                                  |

### 18. kolejka
| 12 października 2005 20:00 | Peru · Gustavo Vassallo 11' · Santiago Acasiete 38' · Jefferson Farfán 45' · Jefferson Farfán 82' | 4:1(3:0)raport | Boliwia · Limberg Gutiérrez 66' | Estadio Jorge Basadre, Tacna Widzów: 14 774 Sędzia: Oscar Sequeira (Argentyna) |
|                            |                                                                                                   |                |                                 |                                                                                |

| 12 października 2005 20:30 | Paragwaj | 0:1(0:1)raport | Kolumbia · Luis Rey 7' | Estadio Defensores del Chaco, Asunción Widzów: 12 374 Sędzia: Márcio Rezende (Brazylia) |
|                            |          |                |                        |                                                                                         |

| 12 października 2005 21:30 | Brazylia · Adriano 28' · Ronaldo 51' · Roberto Carlos 61' | 3:0(1:0)raport | Wenezuela | Estádio Olímpico do Pará, Belém Widzów: 47 000 Sędzia: Héctor Baldassi (Argentyna) |
|                            |                                                           |                |           |                                                                                    |

| 12 października 2005 21:30 | Chile | 0:0raport | Ekwador | Estadio Nacional de Chile, Santiago Widzów: 49 530 Sędzia: Horacio Elizondo (Argentyna) |
|                            |       |           |         |                                                                                         |

| 12 października 2005 22:30 | Urugwaj · Alvaro Recoba 46' | 1:0(0:0)raport | Argentyna | Estadio Centenario, Montevideo Widzów: 55 000 Sędzia: Wilson de Souza (Brazylia) |
|                            |                             |                |           |                                                                                  |